# Dominion (альбом Skillet)
| Оценки критиков | Оценки критиков |
| Источник        | Оценка          |
| --------------- | --------------- |
| Blabbermouth    | [ 1 ]           |
| Classic Rock    | [ 2 ]           |
| Metal.de        | [ 3 ]           |
| Metal Hammer    | [ 4 ]           |
| Rock Hard       | [ 5 ]           |

Dominion (с англ. — «Владычество») — одиннадцатый студийный альбом американской рок-группы Skillet. Релиз состоялся 14 января 2022 года на лейбле Atlantic Records.

## Об альбоме
12 июля 2021 года в рамках беседы с 30-CC на Lifest 2021 in Oshkosh, WI Джон Купер сообщил о выходе новой музыки в текущем году.
Мы работали над музыкой и собираемся выпустить её в этом году. Об этом пока не объявлялось, но я очень взволнован новым проектом. Он очень агрессивный, он действительно прямолинейный и, на мой взгляд, он имеет корни в том, каким у всех был год с лишним. Я к тому, что это были такие странные 15 или 16 месяцев. Люди задаются вопросом, как им выживать. Люди задаются вопросом, что это значит для моей веры? Что я могу сделать, чтобы изменить ситуацию? И я думаю, что людям становится ясно, что мы находимся на переломе, что есть много разных сторон. И поэтому этот альбом, я надеюсь, побудит людей не стыдиться Христа, жить по вере, жить по Слову Божьему, потому что Слово Божье никогда не меняется, а все остальное, как мы уже видели, подведет вас в огромной степени. Итак, ждите новую музыку SKILLET в этом году. Надеюсь, она потрясёт вас.Джон Купер о новой музыке Skillet в 2021 году
6 сентября группа анонсировала сингл под названием «Surviving The Game», релиз которого был назначен на 15 сентября.
Наша новая песня «Surviving The Game» заставляет меня чувствовать себя быком, который вот-вот выйдет из ворот. В течение первых 30 секунд песни вы отправляетесь в путешествие, которое начинается с неуверенности и трепета, а приводит к взрыву энергии и жизни. Это подводит итог тому, как я вижу будущее. Это было тяжёлое время, и мы ещё не до конца преодолели шторм. Нам нужна надежда, нам нужна выдержка, и мы выживем! Я надеюсь, что, когда люди услышат «Surviving The Game», то это станет той песней, которую они так долго ждали.Джон Купер о сингле «Surviving The Game»
15 сентября открылся предзаказ 11 студийного альбома группы, который получил название Dominion, а релиз состоялся 14 января 2022 года.
9 декабря 2022 года открылся предзаказ делюкс-версии альбома под названием Dominion: Day Of Destiny, релиз которого состоялся 17 февраля 2023 года. В расширенное издание вошли 5 новых треков: «Crossfire, «Psycho In My Head», «Finish Line» совместно с Адамом Гонтье из группы Saint Asonia, «Unbreakable Soul» и «The Defiant».

## Синглы
- Surviving The Game — первый лид-сингл в поддержку альбома. Релиз трека состоялся 15 сентября 2021 года.[12] В этот же день, состоялась премьера видеоклипа, режиссёром которого выступил Jon Vulpine.[13]
- Standing In The Storm — первый промо-сингл в поддержку альбома. 12 ноября 2021 года трек стал доступен для прослушивания.[14] В этот же день, было представлено лирик-видео.[15]
- Refuge — второй промо-сингл в поддержку альбома. 10 декабря 2021 трек стал доступен для прослушивания.[16] В этот же день, было представлено лирик-видео.[17]
- Dominion — второй лид-сингл в поддержку альбома. 7 января 2022 года трек стал доступен для прослушивания.[18]
- Psycho In My Head — третий лид-сингл в поддержку альбома. 9 декабря 2022 года трек стал доступен для прослушивания. 16 декабря было представлено лирик-видео.[19]

## Рецензии критиков
Dominion, в целом, получил смешанные отзывы критиков. Тейлор Маркарян из Blabbermouth.net поставил альбому 6,5 баллов из 10 и пояснил: "В конечном счёте, в теме пластинки есть борьба между угнетающими и освобождающими силами, существует напряжение между разрозненными и сплоченными элементами в её звучании и структуре. В то время как некоторые треки приятны по отдельности, разрозненные части не складываются в удовлетворяющее целое". Jesus Freak Hideout оценил альбом на 4 балла из 5 и сказал: "В конце концов, как ясно из четырехзвездочного рейтинга этого альбома, ни одно из этих критических замечаний серьезно не портит общего впечатления от Dominion. Купер и компания выпустили ещё один альбом, который, несомненно, понравится современным фанатам, и который, возможно, даже вернёт их в лоно группы нескольких ушедших Панхедов". Louder Sound дали альбому неоднозначную оценку и заявили: "С Dominion Skillet действительно проповедуют обращённым. Кер-чинг!"

## Список композиций
| №                   | Название                | Длительность |
| ------------------- | ----------------------- | ------------ |
| 1.                  | «Surviving The Game»    | 3:58         |
| 2.                  | «Standing In The Storm» | 4:17         |
| 3.                  | «Dominion»              | 3:51         |
| 4.                  | «Valley Of Death»       | 4:27         |
| 5.                  | «Beyond Incredible»     | 3:31         |
| 6.                  | «Destiny»               | 4:02         |
| 7.                  | «Refuge»                | 3:28         |
| 8.                  | «Shout Your Freedom»    | 3:26         |
| 9.                  | «Destroyer»             | 3:42         |
| 10.                 | «Forever Or The End»    | 3:32         |
| 11.                 | «Ignite»                | 3:41         |
| 12.                 | «White Horse»           | 3:36         |
| Общая длительность: | Общая длительность:     | 45:31        |

| №                   | Название                           | Длительность |
| ------------------- | ---------------------------------- | ------------ |
| 13.                 | «Crossfire»                        | 3:12         |
| 14.                 | «Psycho In My Head»                | 3:17         |
| 15.                 | «Finish Line» (feat. Adam Gontier) | 3:27         |
| 16.                 | «Unbreakable Soul»                 | 3:21         |
| 17.                 | «The Defiant»                      | 3:14         |
| Общая длительность: | Общая длительность:                | 15:19        |

## Команда, работавшая над альбомом
Адаптировано с AllMusic.
Основные участники
- Джон Купер — лид-вокал / бас-гитара / акустическая гитара
- Кори Купер — ритм-гитара / клавишные / синтезатор / бэк-вокал
- Джен Леджер — ударные / бэк-вокал и случайный ведущий вокал
- Сет Моррисон — соло-гитара

Дополнительный персонал
- Кейн Чурко[англ.] — продакшн / инжиниринг / сведение
- Кевин Чурко[англ.] — продакшн / инжиниринг / сведение
- Майкл О'Коннор — продакшн
- Сэт Мосли[англ.] — производство
- Тэд Джэнсэн[англ.] — мастеринг
- Рэнди Сло[англ.] — дополнительное производство и программирование
- Тристан Хардин и Пэт Тралл — Pro Tools

## Чарты
| Чарт (2022)                            | Наивысшая позиция |
| -------------------------------------- | ----------------- |
| Австралия (ARIA)                       | 81                |
| Австрия (Ö3 Austria)                   | 59                |
| Германия (Offizielle Top 100)          | 36                |
| Швейцария (Schweizer Hitparade)        | 18                |
| США (Billboard 200)                    | 38                |
| США (Billboard Christian Albums)       | 2                 |
| США (Billboard Top Alternative Albums) | 3                 |
| США (Billboard Top Hard Rock Albums)   | 2                 |
| США (Billboard Top Rock Albums)        | 4                 |